# Mariusz Siudek
Mariusz Krzysztof Siudek (Oświęcim, 29 de abril de 1972) é um ex-patinador artístico polonês. Ele conquistou com Dorota Siudek uma medalha de bronze em campeonatos mundiais, duas medalhas de prata e duas de bronze em campeonatos europeus e foi nove vezes campeã do campeonato nacional polonês. Siudek e Siudek disputaram os Jogos Olímpicos de Inverno de 1998, 2002 e 2006, onde terminaram na décima, sétima e nona posição, respectivamente.

## Principais resultados

### Duplas

#### Com Dorota Siudek
| Resultados | Resultados      | Resultados      | Resultados      | Resultados        | Resultados        | Resultados        | Resultados        | Resultados        | Resultados        | Resultados        | Resultados        | Resultados        | Resultados        |
| Internacional | Internacional   | Internacional   | Internacional   | Internacional     | Internacional     | Internacional     | Internacional     | Internacional     | Internacional     | Internacional     | Internacional     | Internacional     | Internacional     |
| Evento/Temporada | 1994– 1995      | 1995– 1996      | 1996– 1997      | 1997– 1998        | 1998– 1999        | 1999– 2000        | 2000– 2001        | 2001– 2002        | 2002– 2003        | 2003– 2004        | 2004– 2005        | 2005– 2006        | 2006– 2007        |
| --- | --------------- | --------------- | --------------- | ----------------- | ----------------- | ----------------- | ----------------- | ----------------- | ----------------- | ----------------- | ----------------- | ----------------- | ----------------- |
| Jogos Olímpicos |                 |                 |                 | 10.º              |                   |                   |                   | 7.º               |                   |                   |                   | 9.º               |                   |
| Campeonato Mundial | 16.º            | 13.º            | 8.º             | 5.º               | Medalha de bronze | 5.º               | 6.º               | 6.º               | 7.º               | 6.º               | 7.º               | 9.º               | WD                |
| Campeonato Europeu | 9.º             | 6.º             | 7.º             | 4.º               | Medalha de prata  | Medalha de prata  | WD                | 4.º               | 4.º               | Medalha de bronze |                   | 5.º               | Medalha de bronze |
| GP Grand Prix Final |                 |                 |                 |                   |                   |                   | 4.º               |                   | 5.º               |                   |                   |                   |                   |
| GP Bofrost Cup on Ice |                 |                 | 6.º             |                   |                   | 4.º               |                   |                   | Medalha de bronze |                   |                   |                   |                   |
| GP Cup of China |                 |                 |                 |                   |                   |                   |                   |                   |                   | 4.º               |                   | Medalha de bronze | 5.º               |
| GP Cup of Russia |                 |                 | 6.º             | 4.º               | 4.º               |                   | Medalha de bronze | 4.º               | 4.º               |                   | WD                | Medalha de bronze | 4.º               |
| GP NHK Trophy |                 |                 | 7.º             |                   |                   | Medalha de bronze |                   | Medalha de bronze | Medalha de prata  | Medalha de bronze | Medalha de bronze |                   |                   |
| GP Skate America |                 |                 |                 |                   |                   |                   |                   |                   |                   |                   |                   |                   | Medalha de prata  |
| GP Skate Canada International                                                                                             |                 |                 |                 | 4.º               |                   |                   | 4.º               |                   |                   | Medalha de bronze | Medalha de bronze |                   |                   |
| GP Trophée Lalique |                 | 8.º             |                 |                   |                   | Medalha de bronze | 5.º               | WD                |                   |                   |                   |                   |                   |
| Jogos da Boa Vontade |                 |                 |                 | Medalha de bronze |                   |                   |                   | Medalha de prata  |                   |                   |                   |                   |                   |
| Ondrej Nepela Memorial |                 |                 |                 | Medalha de ouro   |                   |                   | Medalha de ouro   |                   |                   |                   |                   |                   |                   |
| Nebelhorn Trophy |                 | 4.º             |                 | 4.º               |                   |                   |                   |                   |                   |                   |                   |                   |                   |
| Skate Israel |                 | 6.º             |                 |                   | Medalha de ouro   |                   |                   |                   |                   |                   |                   |                   |                   |
| PFSA Trophy |                 |                 | Medalha de ouro |                   |                   |                   |                   |                   |                   |                   |                   |                   |                   |
| Nacional |                 |                 |                 |                   |                   |                   |                   |                   |                   |                   |                   |                   |                   |
| Campeonato Polonês | Medalha de ouro | Medalha de ouro | Medalha de ouro | Medalha de ouro   | Medalha de ouro   | Medalha de ouro   |                   | Medalha de ouro   | Medalha de ouro   | Medalha de ouro   |                   |                   |                   |
| |                 |                 |                 |                   |                   |                   |                   |                   |                   |                   |                   |                   |                   |
| Legenda: GP = Grand Prix; WD = Abandonou; Competição não foi disputada nesta temporada; Competição não fez parte do GP/CS |                 |                 |                 |                   |                   |                   |                   |                   |                   |                   |                   |                   |                   |

#### Com Marta Głuchowska
| Resultados                                            | Resultados      | Resultados    | Resultados    | Resultados    | Resultados    | Resultados    | Resultados    | Resultados    | Resultados    | Resultados    | Resultados    | Resultados    | Resultados    |
| Internacional                                         | Internacional   | Internacional | Internacional | Internacional | Internacional | Internacional | Internacional | Internacional | Internacional | Internacional | Internacional | Internacional | Internacional |
| Evento/Temporada                                      | 1993– 1994      |               |               |               |               |               |               |               |               |               |               |               |               |
| ----------------------------------------------------- | --------------- | ------------- | ------------- | ------------- | ------------- | ------------- | ------------- | ------------- | ------------- | ------------- | ------------- | ------------- | ------------- |
| Campeonato Mundial                                    | 22.º            |               |               |               |               |               |               |               |               |               |               |               |               |
| Campeonato Europeu                                    | 12.º            |               |               |               |               |               |               |               |               |               |               |               |               |
| Nacional                                              |                 |               |               |               |               |               |               |               |               |               |               |               |               |
| Campeonato Polonês                                    | Medalha de ouro |               |               |               |               |               |               |               |               |               |               |               |               |
|                                                       |                 |               |               |               |               |               |               |               |               |               |               |               |               |
| Legenda: Competição não foi disputada nesta temporada |                 |               |               |               |               |               |               |               |               |               |               |               |               |

#### Com Beata Zielińska
| Resultados         | Resultados      | Resultados      | Resultados    | Resultados    | Resultados    | Resultados    | Resultados    | Resultados    | Resultados    | Resultados    | Resultados    | Resultados    | Resultados    |
| Internacional      | Internacional   | Internacional   | Internacional | Internacional | Internacional | Internacional | Internacional | Internacional | Internacional | Internacional | Internacional | Internacional | Internacional |
| Evento/Temporada   | 1991– 1992      | 1992– 1993      |               |               |               |               |               |               |               |               |               |               |               |
| ------------------ | --------------- | --------------- | ------------- | ------------- | ------------- | ------------- | ------------- | ------------- | ------------- | ------------- | ------------- | ------------- | ------------- |
| Campeonato Mundial |                 | 17.º            |               |               |               |               |               |               |               |               |               |               |               |
| Campeonato Europeu | 10.º            | 9.º             |               |               |               |               |               |               |               |               |               |               |               |
| Piruetten          |                 | 5.º             |               |               |               |               |               |               |               |               |               |               |               |
| Nacional           |                 |                 |               |               |               |               |               |               |               |               |               |               |               |
| Campeonato Polonês | Medalha de ouro | Medalha de ouro |               |               |               |               |               |               |               |               |               |               |               |
|                    |                 |                 |               |               |               |               |               |               |               |               |               |               |               |

#### Com Beata Szymłowska
| Resultados                | Resultados             | Resultados             | Resultados             | Resultados             | Resultados             | Resultados             | Resultados             | Resultados             | Resultados             | Resultados             | Resultados             | Resultados             | Resultados             |
| Internacional – Júnior    | Internacional – Júnior | Internacional – Júnior | Internacional – Júnior | Internacional – Júnior | Internacional – Júnior | Internacional – Júnior | Internacional – Júnior | Internacional – Júnior | Internacional – Júnior | Internacional – Júnior | Internacional – Júnior | Internacional – Júnior | Internacional – Júnior |
| Evento/Temporada          | 1991– 1992             | 1992– 1993             |                        |                        |                        |                        |                        |                        |                        |                        |                        |                        |                        |
| ------------------------- | ---------------------- | ---------------------- | ---------------------- | ---------------------- | ---------------------- | ---------------------- | ---------------------- | ---------------------- | ---------------------- | ---------------------- | ---------------------- | ---------------------- | ---------------------- |
| Campeonato Mundial Júnior | 10.º                   |                        |                        |                        |                        |                        |                        |                        |                        |                        |                        |                        |                        |
|                           |                        |                        |                        |                        |                        |                        |                        |                        |                        |                        |                        |                        |                        |